# USA:s Grand Prix 1975
USA:s Grand Prix 1975 var det sista av 14 lopp ingående i formel 1-VM 1975.  

## Resultat
1. Niki Lauda, Ferrari, 9 poäng
2. Emerson Fittipaldi, McLaren-Ford, 6
3. Jochen Mass, McLaren-Ford, 4
4. James Hunt, Hesketh-Ford, 3
5. Ronnie Peterson, Lotus-Ford, 2
6. Jody Scheckter, Tyrrell-Ford, 1
7. Vittorio Brambilla, March-Ford
8. Hans-Joachim Stuck, March-Ford
9. John Watson, Penske-Ford
10. Wilson Fittipaldi, Fittipaldi-Ford

### Förare som bröt loppet
- Tom Pryce, Shadow-Ford (varv 52, för få varv)
- Brian Henton, Lotus-Ford (49, för få varv)
- Brett Lunger, Hesketh-Ford (46, olycka)
- Roelof Wunderink, Ensign-Ford (41, växellåda)
- Clay Regazzoni, Ferrari (28, drog sig tillbaka)
- Jean-Pierre Jarier, Shadow-Ford (19, hjullager)
- Carlos Reutemann, Brabham-Ford (9, motor)
- Mario Andretti, Parnelli-Ford (9, upphängning)
- Tony Brise, Hill-Ford (5, olycka)
- Michel Leclère, Tyrrell-Ford (5, motor)
- Patrick Depailler, Tyrrell-Ford (2, olycka)
- Carlos Pace, Brabham-Ford (2, olycka)
- Jacques Laffite, Williams-Ford (0, kroppsligt)
- Lella Lombardi, Williams-Ford (0, tändning)